# سیارک ۱۹۷۶۲
سیارک ۱۹۷۶۲ (به انگلیسی: 19762 Lacrowder، نامگذاری:2000JQ57) نوزده هزار و هفتصد و شصت و دومین سیارک کشف شده‌است که در ۶ مه ۲۰۰۰ کشف شد.
قدر مطلق سیارک برابر ۱۵.۵ است.